# Roberto Cid Subervi
Roberto Cid Subervi (nació el 30 de agosto de 1993) es un jugador de tenis dominicano.
Su mejor ranking ATP en individuales fue el número 211 logrado el 14 de septiembre de 2020. Su ranking ATP más alto de dobles fue el número 262, logrado el 19 de octubre de 2020.
En individuales obtuvo once títulos Futures/ITF y cuatro finales Challenger. En dobles obtuvo dos títulos Challenger (Lisboa 2020 y Porto Alegre 2024) y dos Futures/ITF. Es el segundo dominicado en obtener un título Challenger luego de Víctor Estrella.
En octubre de 2023, logró ganar la medalla de bronce en dobles en los Juegos Panamericanos junto a Nick Hardt. Fue la primera medalla en dobles masculinos de tenis de República Dominicana en la historia de los Juegos Panamericanos.
Representando a su país obtuvo varias medallas en los Juegos Centroamericanos y del Caribe: medalla de plata en individuales en 2018 y 2023, medalla de oro en dobles en 2018 junto a Víctor Estrella y medalla de oro en Copa de las Naciones en 2018 y 2023.
Es jugador del Equipo de Copa Davis de la República Dominicana desde 2012. Estuvo presente en la mejor participación histórica de su país cuando disputó frente a Alemania el playoff para participar del Grupo Mundial en 2016.
En enero de 2020 fue premiado en la Gala Olímpica de su país como tenista del año de 2019.

## Finales ITF y Challenger

### Individuales
| Leyenda (individuales)                                 |
| ------------------------------------------------------ |
| Gira ATP Challenger (0-4)                              |
| Gira de Futuros de la ITF/Gira Mundial de Tenis (11–6) |

| Títulos por superficie |
| ---------------------- |
| Dura (6-5)             |
| Arcilla (5–5)          |
| Hierba (0-0)           |
| Alfombra (0-0)         |

| Resultado | G–P   | Fecha           | Torneo                                      | Nivel             | Superficie | Rival                    | Marcador                |
| --------- | ----- | --------------- | ------------------------------------------- | ----------------- | ---------- | ------------------------ | ----------------------- |
| Finalista | 0–1   | Junio 2015      | Turquía F23, Bursa                          | Futures           | Dura       | Yannick Jankovits        | 5–7, 3–6                |
| Campeón   | 1–1   | Junio 2016      | Colombia F2, Barranquilla                   | Futures           | Arcilla    | Facundo Mena             | 6–1, 6–2                |
| Finalista | 1–2   | Agosto 2016     | Alemania F10, Wetzlar                       | Futures           | Arcilla    | Marvin Netuschil         | 6–3, 6–7(6–8), 4–6      |
| Campeón   | 2–2   | Enero 2017      | Estados Unidos F3, Plantation, Florida      | Futures           | Arcilla    | Félix Auger-Aliassime    | 6–7(4–7), 7–6(7–3), 6–0 |
| Finalista | 2–3   | Septiembre 2017 | Canada F6, Toronto                          | Futures           | Arcilla    | Kevin King               | 1–6, 2–6                |
| Campeón   | 3–3   | Noviembre 2017  | Estados Unidos F35, Birmingham, Alabama     | Futures           | Arcilla    | Fabrizio Ornago          | 4–6, 6–3, 6–1           |
| Finalista | 3–4   | Diciembre 2017  | República Dominicana F1, Santo Domingo Este | Futures           | Dura       | Roberto Quiroz           | 4–6, 4–6                |
| Campeón   | 4–4   | Diciembre 2017  | República Dominicana F2, Santo Domingo Este | Futures           | Dura       | José Hernández-Fernández | 6–3, 6–2                |
| Finalista | 4–5   | Abril 2018      | San Luis Potosí, Mexico                     | Challenger        | Arcilla    | Marcelo Arévalo          | 3–6, 7–6(7–3), 4–6      |
| Finalista | 4–6   | Junio 2018      | Shymkent, Kazajistán                        | Challenger        | Arcilla    | Yannick Hanfmann         | 6–7(3–7), 6–4, 2–6      |
| Finalista | 4–7   | Junio 2019      | Fergana, Uzbekistan                         | Challenger        | Dura       | Emil Ruusuvuori          | 3–6, 2–6                |
| Campeón   | 5–7   | Agosto 2019     | M25, Memphis, Tennessee                     | World Tennis Tour | Dura       | Ulises Blanch            | 3–6, 6–3, 7–6(8–6)      |
| Campeón   | 6–7   | Septiembre 2019 | M25, Győr, Hungría                          | World Tennis Tour | Arcilla    | Vít Kopřiva              | 6–1, 6–0                |
| Campeón   | 7–7   | Octubre 2019    | M25, Fayetteville, Arkansas                 | World Tennis Tour | Dura       | Aleksandar Kovacevic     | 6–2, 6–2                |
| Finalista | 7–8   | Enero 2020      | Ann Arbor, Estados Unidos                   | Challenger        | Dura (i)   | Ulises Blanch            | 6–3, 4–6, 2–6           |
| Finalista | 7–9   | Feb 2022        | M15, Punta Cana, República Dominicana       | World Tennis Tour | Dura       | Francisco Comesaña       | 6–4, 5–7, 1–6           |
| Campeón   | 8–9   | Junio 2022      | M25, Santo Domingo, República Dominicana    | World Tennis Tour | Dura       | Dan Added                | 6-2, 6-3                |
| Campeón   | 9–9   | Mayo 2023       | M15, Orange Park, Florida                   | World Tennis Tour | Arcilla    | Matija Pecotić           | 0–6, 6–3, 6–2           |
| Finalista | 9–10  | Mayo 2023       | M15, Huntsville, Alabama                    | World Tennis Tour | Arcilla    | Fnu Nidunjianzan         | 5-7, 3-6                |
| Campeón   | 10–10 | Septiembre 2023 | M15, Monastir, Tunisia                      | World Tennis Tour | Dura       | Peter Benjamin Privara   | 6–1, 6–3                |
| Campeón   | 11–10 | Enero 2024      | M25, Welsey Chapel, Florida                 | World Tennis Tour | Dura       | Nick Chappell            | 6–3, 6–2                |

Fuente: 

### Dobles
| Leyenda (dobles)                |
| ------------------------------- |
| Gira ATP Challenger (2-1)       |
| Gira de futuros de la ITF (2-2) |

| Títulos por superficie |
| ---------------------- |
| Difícil (2-1)          |
| Arcilla (2-2)          |
| Hierba (0-0)           |
| Alfombra (0-0)         |

| Result    | G–P | Fecha           | Torneo                                     | Nivel             | Superficie | Partner          | Rivals                            | Marcador              |
| --------- | --- | --------------- | ------------------------------------------ | ----------------- | ---------- | ---------------- | --------------------------------- | --------------------- |
| Finalista | 0–1 | Agosto 2016     | Alemania F10, Wetzlar                      | Futures           | Arcilla    | Naoki Nakagawa   | Jannis Kahlke Robin Kern          | 0–6, 2–6              |
| Finalista | 0–2 | Agosto 2016     | Alemania F11, Karlsruhe                    | Futures           | Arcilla    | Naoki Nakagawa   | Johannes Härteis Hannes Wagner    | 3–6, 5–7              |
| Campeón   | 1–2 | Septiembre 2017 | Canadá F5, Calgary                         | Futures           | Dura       | Kaichi Uchida    | Deiton Baughman Henry Craig       | 3–6, 6–3, [10–8]      |
| Finalista | 1–3 | Feb 2020        | Drummondville, Canadá                      | Challenger        | Dura (i)   | Gonçalo Oliveira | Manuel Guinard Arthur Rinderknech | 6–7(4–7), 6–7(3–7)    |
| Campeón   | 2–3 | Octubre 2020    | Lisboa, Portugal                           | Challenger        | Arcilla    | Gonçalo Oliveira | Harri Heliövaara Zdeněk Kolář     | 7–6(7–5), 4–6, [10–4] |
| Campeón   | 3–3 | Enero 2023      | Estados Unidos M25, Wesley Chapel, Florida | World Tennis Tour | Dura       | Alfredo Perez    | Roy Stepanov Sekou Bangoura       | 6–3, 6–2              |
| Campeón   | 4–3 | Mayo 2024       | Porto Alegre, Brasil                       | Challenger        | Arcilla    | Kaichi Uchida    | Patrick Harper David Stevenson    | 5-7, 7-6(1), [10-6]   |

Fuente: 